# Claudio Piersanti
Claudio Piersanti est un écrivain et scénariste italien né à Canzano en 1954.

## Biographie
Ilobtient en 1997 le prix Viareggio pour Luisa e il silenzio (Luisa et le silence)[réf. nécessaire].

## Œuvres traduites en français
- Stigmates[1], [« Stigmate »], Paris, Le Seuil, 1998, 187 p.  (ISBN 2-02-034349-5) - rééd. Casterman, 2011
Scénario : Claudio Piersanti et Lorenzo Mattotti, trad. de Marc Voline - Dessin : Lorenzo Mattotti
- Luisa et le silence [« Luisa e il silenzio »], trad. de Marguerite Pozzoli, Arles, France, Actes Sud, coll. « Lettre italiennes », 1998, 204 p.  (ISBN 2-7427-2027-8)
- Anonymes, Paris, Le Seuil, coll. « B.D. », 2000, 64 p.  (ISBN 2-02-038224-5)
Scénario : Claudio Piersanti - Dessin : Lorenzo Mattotti
- Le Pendu [«  L'appeso »], trad. de Marguerite Pozzoli, Arles, France, Actes Sud, coll. « Lettre italiennes », 2002, 292 p.  (ISBN 2-7427-3789-8)
- Enrico Metz rentre chez lui [« Il ritorno a casa di Enrico Metz »], trad. de Marguerite Pozzoli, Meudon, France, Quidam Éditeur, coll. « Made in Europe », 2008, 211 p.  (ISBN 978-2-915018-25-7)

## Scénario de film
- La notte di Pasquino de Luigi Magni, 2003
- Une romance italienne [« L'amore ritrovato »] de Carlo Mazzacurati, 2005